# Bożena Miller-Małecka
Bożena Miller-Małecka (ur. 11 lutego 1959 w Katowicach) – polska aktorka teatralna i filmowa.

## Życiorys
Ukończyła IV Liceum Ogólnokształcące w Katowicach. Absolwentka PWSFTviT w Łodzi, którą ukończyła w 1982 roku, dyplom uzyskując jednak dopiero dwa lata później. Współpracuje z Teatrem im. Juliusza Słowackiego w Krakowie. W latach 80. XX wieku występowała w Teatrze im. Stefana Jaracza w Łodzi.

## Filmografia (wybór)
- 1976: Szaleństwo Majki Skowron – Liwiczówna
- 1977: Wejście w nurt – Halina Wiśniewska, uczennica Anny
- 1978: Pejzaż horyzontalny – Kasia
- 1978: Układ krążenia – Bożena, dziewczyna Bolka (odc. 6)
- 1978: Zielona miłość – koleżanka Pawła
- 1979: Niewdzięczność – pielęgniarka
- 1982: Matka królów – dziewczyna Stasia
- 1986: Borys Godunow – dama dworu
- 1986: Magma – Irena D.
- 1986: Republika nadziei – Bogusia Wodniczakówna, siostra Edwarda
- 1987: O rany, nic się nie stało!!! – Krystyna Bukałówna, siostra Jacka
- 1987: Ucieczka z miejsc ukochanych – Joasia
- 1989: Modrzejewska – Józia Mizel, siostra Modrzejewskiej (odc. 1 i 6)
- 1992: Wszystko, co najważniejsze – Izabella, uczestniczka przyjęcia u Boguckiego